# Mar de les Filipines
El mar de les Filipines és la part de l'oceà Pacífic occidental que limita amb l'arxipèlag filipí i Taiwan a l'oest, amb l'arxipèlag japonès al nord, amb les illes Mariannes a l'est i amb Palau al sud. Localment rep diversos noms, com per exemple Dagat Pilipinas en tagàlog, Baybay Filipinas en ilocano, Philippine Sea en anglès, Fuiribin Kai (フィリピン海) en japonès i Feilubin Hai (菲律宾海) en xinès.
El mar té un relleu submarí complex i divers. El sòl està format en una conca estructural per una sèrie de falles geològiques i zones de fractura. Els arcs illencs, serralades esteses que sobresurten per sobre de la superfície oceànica a causa de l’activitat tectònica de plaques a la zona, tanquen el mar de les Filipines al nord, est i sud en l’arxipèlag filipí, les illes Ryukyu i les Marianes en són exemples. Una altra característica destacada del mar de les Filipines és la presència de trinxeres marines profundes, entre elles la fossa de les Filipines i la fossa de les Marianes, on es troba la fossa Challenger, el punt més profund del planeta.

## Geografia

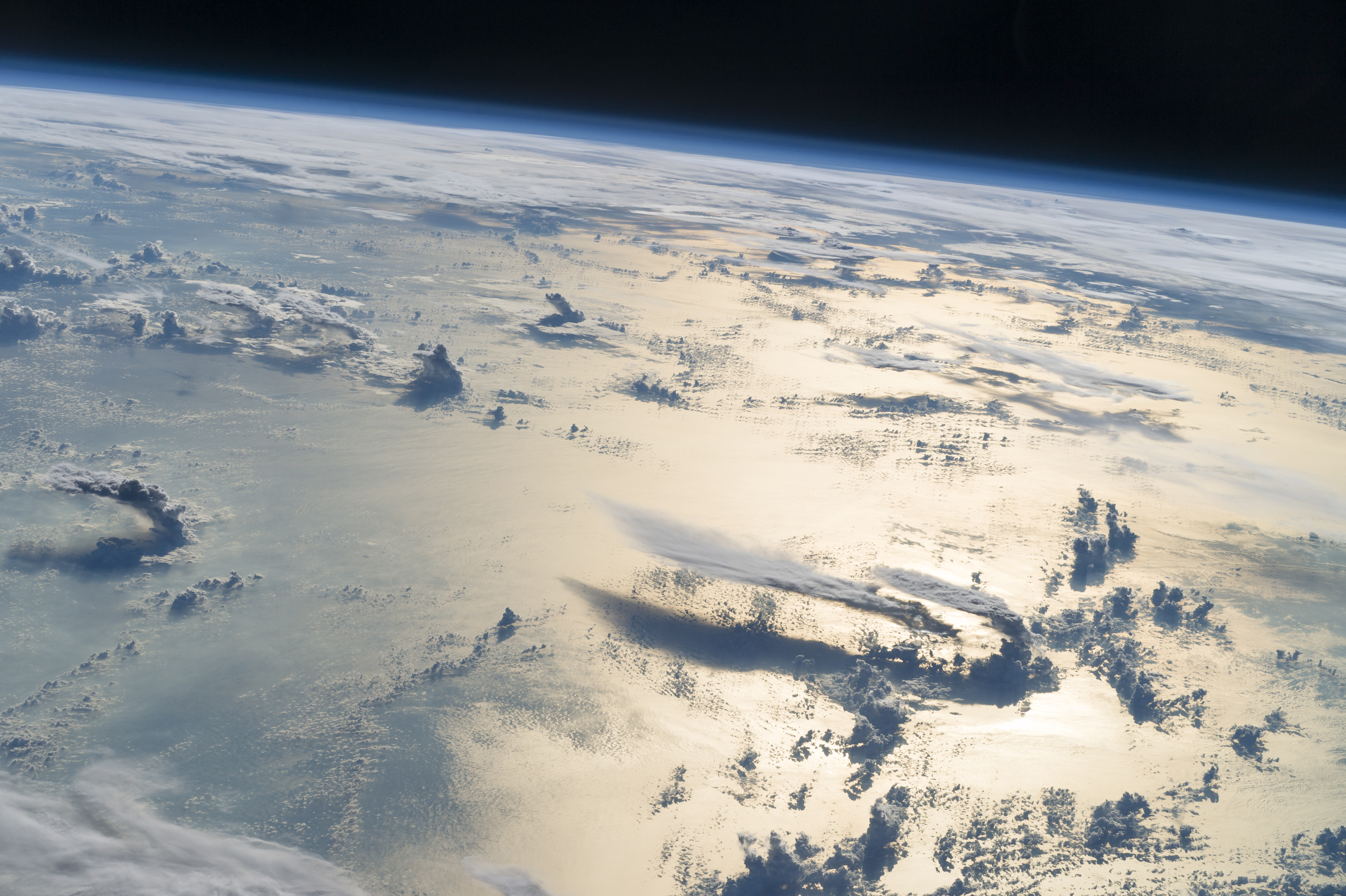
Una imatge capturada des de l'ISS mentre sobrevolava el mar de les Filipines

### Ubicació
El mar de les Filipines té les Filipines i Taiwan a l'oest, el Japó al nord, les Mariannes a l'est i Palau al sud. Els mars adjacents són el Mar de Cèlebes, que està separat per Mindanao i les illes més petites al sud, el mar de la Xina Meridional, que està separat per Filipines, i el mar de la Xina Oriental, que està separat per les Illes Nansei.

### Extensió
L'Organització Hidrogràfica Internacional defineix el mar de les Filipines com aquella zona de l'oceà Pacífic nord davant de les costes orientals de les illes Filipines, limitada de la següent manera:
| « | A l'oest. Pels límits orientals de l’arxipèlag de les Índies Orientals, el mar de la Xina Meridional i el mar de la Xina Oriental. Al nord. Per la costa sud-est de Kyūshū, els límits sud i est del Mar Interior de Seto i la costa sud de l'illa de Honshu. A l'est. Per la cresta que uneix el Japó amb les illes Bonin, Volcano i Illes Mariannes, totes elles incloses al mar de les Filipines. Al sud. Per una línia que uneix les illes Guam, Yap, Pelew (Palau) i Halmahera. | » |

### Geologia

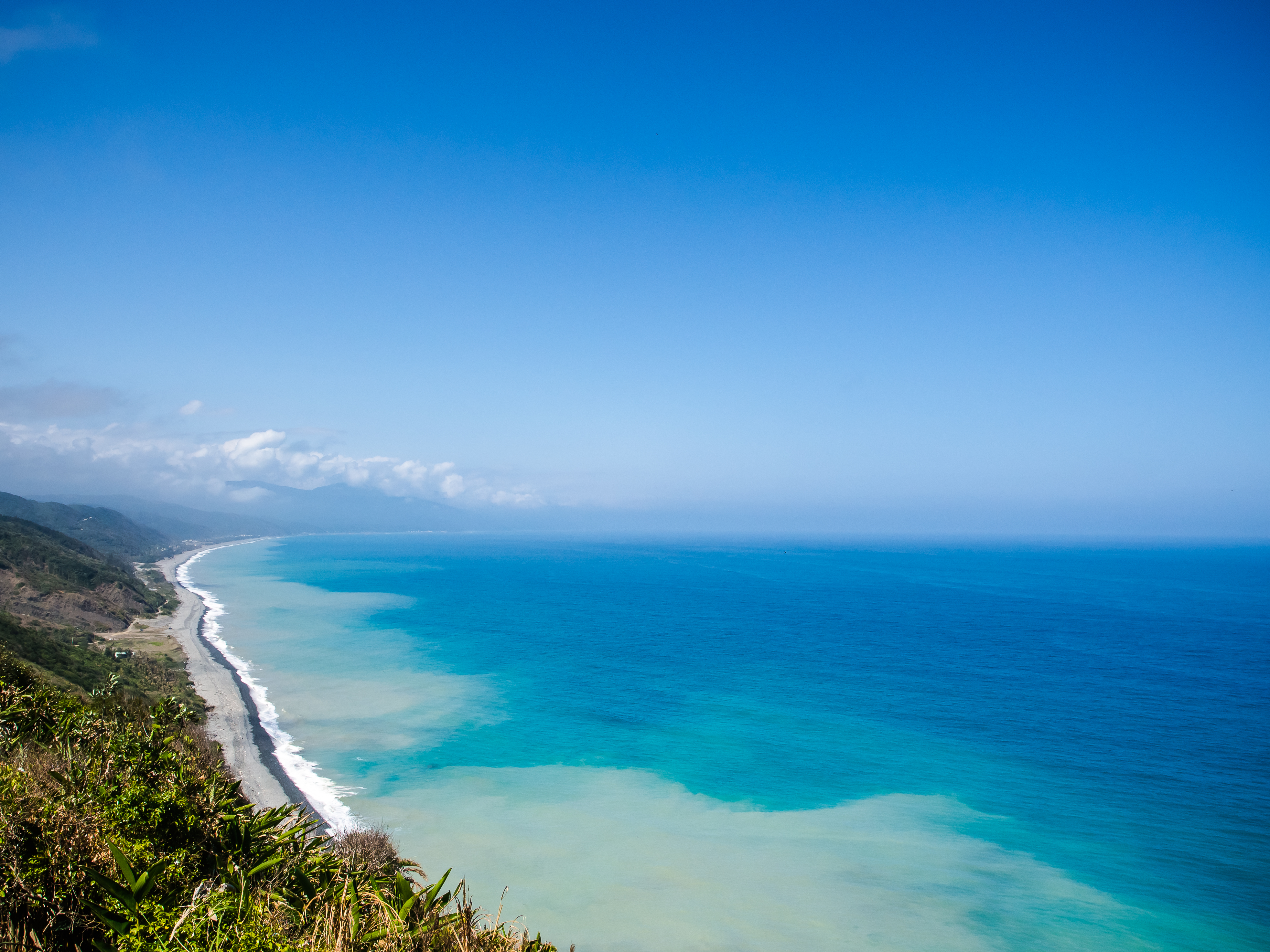
Vista de la platja, la costa rocosa i el mar de Filipines al comtat de Pingtung, Taiwan

La Placa filipina forma el fons del mar de les Filipines. Subdueix sota el cinturó mòbil filipí que porta la major part de l'arxipèlag filipí i l'est de Taiwan. Entre les dues plaques hi ha la Fossa de les Filipines.

### Triangle de corall
El triangle de corall (també anomenat triangle indomalai) es considera el centre global de la biodiversitat marina. La seva àrea oceànica total és d'aproximadament 2 milions de quilòmetres quadrats. Comprèn les aigües tropicals de Malàisia, Indonèsia, les Filipines, Timor Oriental, Papua Nova Guinea i les illes Salomó. Les illes Filipines, que es troben al seu àpex, compten amb 300.000 km². La part de l'àrea d'esculls de corall del Triangle de Coral que es troba a les Filipines oscil·la entre 10.750 km² a 33.500 km². Conté més de 500 espècies de coralls escleractinians o pedregosos, i almenys 12 espècies de corall endèmiques.
El triangle de corall conté el 75% de les espècies de corall del món (unes 600 espècies). Hi viuen més de 2.000 tipus de peixos d'escull i sis de les set espècies de tortugues marines del món (la tortuga carei, la babau, la tortuga baula, la tortuga verda, la tortuga olivàcia i la tortuga marina). No hi ha una explicació causal única per a la biodiversitat inusualment alta que es troba al triangle de corall, però la majoria dels investigadors l'han atribuït a factors geològics com la tectònica de plaques.
El mar de Filipines proporciona o dona suport als mitjans de vida de 120 milions de persones i és una font d'aliments per a les comunitats costaneres de Filipines i per a milions de persones més a tot el món. El turisme de taurons balena al Triangle de Corall també proporciona una font constant d'ingressos per a la comunitat circumdant. Els recursos marins del Triangle de Corall tenen un alt valor econòmic, no només a les Filipines, sinó a tot el món. Els països que envolten el Triangle de Corall treballen per proporcionar a la seva població assistència tècnica i altres recursos necessaris per promoure la conservació, la sostenibilitat, la biodiversitat, la seguretat alimentària, les fonts de subsistència i el desenvolupament econòmic.
El canvi climàtic està afectant l'ecosistema costaner que es troba al Triangle de Corall. Està contribuint a l'augment del nivell del mar i a l'acidificació dels oceans, posant en perill els animals marins com els peixos i les tortugues. Això té un efecte negatiu en les fonts locals de subsistència, com la pesca i el turisme. També fa que les aigües siguin més càlides, cosa que posa en perill els corals. L'aigua més calenta fa que els corals absorbeixin més diòxid de carboni. Això altera l'equilibri del pH de l'aigua, fent-la àcida, una condició a la qual els corals no estan adaptats i en què estan mal equipats per sobreviure.

### Formació
La placa filipina forma el subsol d'aquest mar, es subdueix sota el cinturó mòbil filipí que transporta la major part de l’arxipèlag filipí i l'est de Taiwan, i s'encavalca sota la placa eurasiàtica, fet que va donar lloc a la formació de l'arxipèlag de les Filipines. Entre les dues plaques es troba la fossa de les Filipines.

## Biodiversitat
Filipines s'ha identificat com l'epicentre de la biodiversitat marina. El mar de les Filipines està dins del triangle de corall, comprèn més de 3.212 espècies de peixos, 486 espècies de corall, 800 espècies d’algues i 820 espècies d’algues bentòniques, en què el pas de l'illa Verde és anomenat el centre del centre de la biodiversitat dels peixos marins. Dins del seu territori, s'han identificat trenta-tres espècies endèmiques de peixos, s’ha convertit en un terreny de cria i alimentació d’espècies marines en perill d’extinció, i s'han descobert una gran quantitat de vida i espècies marines que també poden ser avenços biomèdics per a les Filipines.

## Recursos
El mar de les Filipines proporciona o dona suport als mitjans de subsistència de 120 milions de persones i és una font d'aliment per a les comunitats costaneres filipines i per a milions de persones més a tot el món. El turisme al triangle de corall també proporciona una font constant d’ingressos per a la comunitat circumdant. Els recursos marins del triangle de corall tenen un alt valor econòmic, no només a les Filipines, sinó a tot el món. Els països que envolten el triangle de corall treballen per proporcionar a la seva gent assistència tècnica i altres recursos necessaris per promoure la conservació, la sostenibilitat, la biodiversitat, la seguretat alimentària, les fonts de subsistència i el desenvolupament econòmic.
A la zona del triangle de corall, Filipines recol·lecta algues, peixos lleters (Chanos chanos), gambes, ostres, musclos i peixos d'escull vius com a productes d’aqüicultura. Els pescadors capturen molts tipus de peixos, inclosos petits pelàgics, anxoves, sardines, verat i tonyina, entre d'altres.

## Història
El primer europeu que va navegar pel mar de les Filipines va ser Fernão de Magalhães el 1521, que el va anomenar Mar Filipinas quan ell i els seus homes estaven a les illes Mariannes abans de l'exploració de les Filipines. Més tard va ser descobert per altres exploradors espanyols del 1522 al 1565.
El 1944, fou l'escenari de la batalla del Mar de les Filipines, una batalla naval de la Segona Guerra Mundial lliurada entre el Japó i els Estats Units, en la que el romanent de la força de portaavions de l'Armada Imperial Japonesa va ser destruïda de manera efectiva.